# 橋本マサキ
橋本 マサキ（はしもと マサキ、11月19日 - ）は、近畿地方を拠点に活動している日本のナレーター、声優、俳優。
滋賀県出身。大阪芸術大学芸術学部放送学科卒業。
過去には東京俳優生活協同組合、オフィスキイワード大阪本社に所属していた。2010年代からはワイワイワイに所属している。

## 出演

### 舞台
- サムライウォリアーズ（東映太秦映画村内施設パディオス）
- 劇団テアトロ〈海〉公演 アンチゴーヌ
- 劇団テアトロ〈海〉公演 十二人の怒れる男
- 劇団テアトロ〈海〉公演 恩讐の彼方に

### テレビドラマ
- 金曜スペシャルドラマ マリッジ（テレビ朝日）
- はみだし刑事情熱系 PART8 最終章 第10話（テレビ朝日、2004年）
- はぐれ刑事純情派 新春スペシャル（テレビ朝日、2005年）
- 相棒 season3 第11話（テレビ朝日、2005年）

### ラジオ番組
- CLICK TODAY（ラジオ関西）
- HEADLINE NEWS（FM OSAKA）
- 湖岸通り77番地（e-radio、2007年 - 2008年）
- ナナイロ（e-radio、2008年 - 2009年） - パーソナリティ
- 快適生活ラジオショッピング（α-STATION、2012年[6] - ） - パーソナリティ
- 昭和ロック深夜便（ラジオ大阪、2014年） - パーソナリティ

### ビデオパッケージ
- ダスキン

## 声の出演

### テレビ番組
- ニュースウェーブ滋賀（びわ湖放送）
- ウィークリー奈良（奈良テレビ）
- 2時ドキッ!（TBS）
- MU-GEN 〜Music Generations〜（チバテレ）
- NNN24 -NTV NONSTOP NEWS-（日本テレビ） - 読売テレビ制作分ナレーター
- LURE FREAK（釣りビジョン、2012年[7] - ）
- ジャルやるっ!（関西テレビ）
- えぇトコ（NHK大阪放送局）
- モテモテかんぱにーR25（関西テレビ、2013年[8] - ）
- わがまま!気まま!旅気分（BSフジ）
- ETV特集（NHK）
- かんさい熱視線（NHK大阪放送局）
- 水野真紀の魔法のレストランR（毎日放送）
- ルソンの壺（NHK大阪放送局、2019年[9] - ）

### テレビアニメ
- アイシテル（朝日放送テレビ、2019年） - パパ 役[10]
- アイシテル season2（朝日放送テレビ、2020年） - 石頭部長 役[11]

### テレビCM
- NTTコミュニケーションズ
- 三菱自動車工業
- タカラトミー
- ヒガシマル醤油 超特選丸大豆うすくち「ワイプ」篇
- 南海電気鉄道「高野山」篇
- 高須クリニック「踊り」篇、「おかえり」篇
- ECC「赤星憲広 言葉の壁」篇
- ミスタードーナツ ドーナツポップ「Donut Days」篇
- イースマイル「いい住まいには、いい笑顔が宿る」篇
- NTT西日本「ホラーアドベンチャー」篇
- ファイブスターウェディング「又吉直樹」篇

### ラジオCM
- NEC
- 日産自動車 キャラバン
- ANA エコ割
- ヤンマー「農業を新しく」篇 60秒CM
- サンスター

### ウェブCM
- カネカのお家 ソーラーサーキット
- シャープ ウォーターオーブン ヘルシオシリーズ「秘密の多い料理店RED」篇

### ビデオソフト
- 川村光大郎×伊藤巧 クレイジーブラザーズ（内外出版社、2019年）[12]